# Serra dos Gaiteiros
A Serra dos Gaiteiros encontra-se inserida no Parque Natural da Arrábida, em Portugal. Tem o seu ponto mais elevado no “Alto das Antenas da Serra dos Gaiteiros ” aos 226 metros de altitude. A serra dos Gaiteiros é muito procurada por praticantes de, Trail, BTT e Montanhismo

## Galeria de imagens

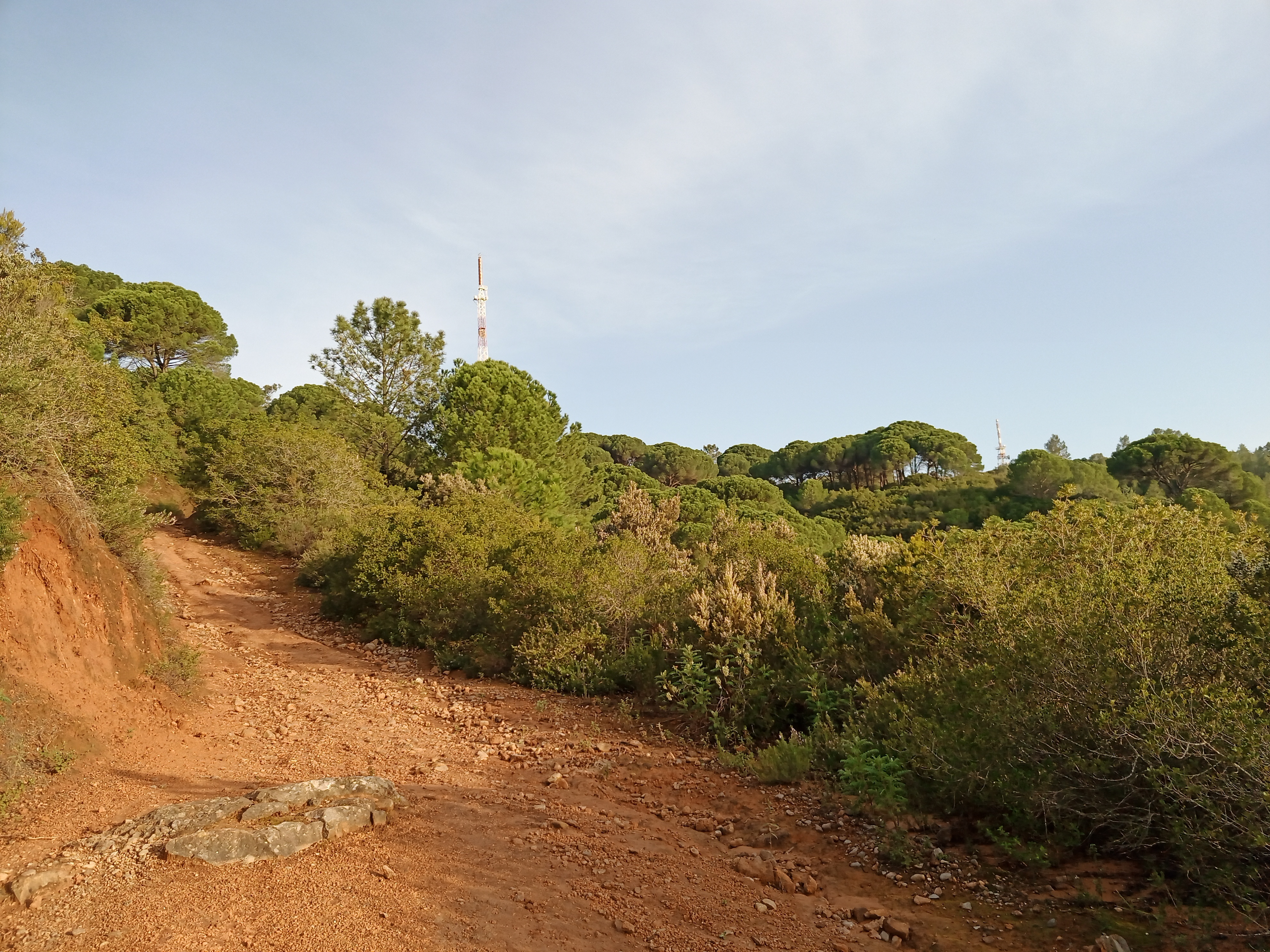
Trilho dos Conventos
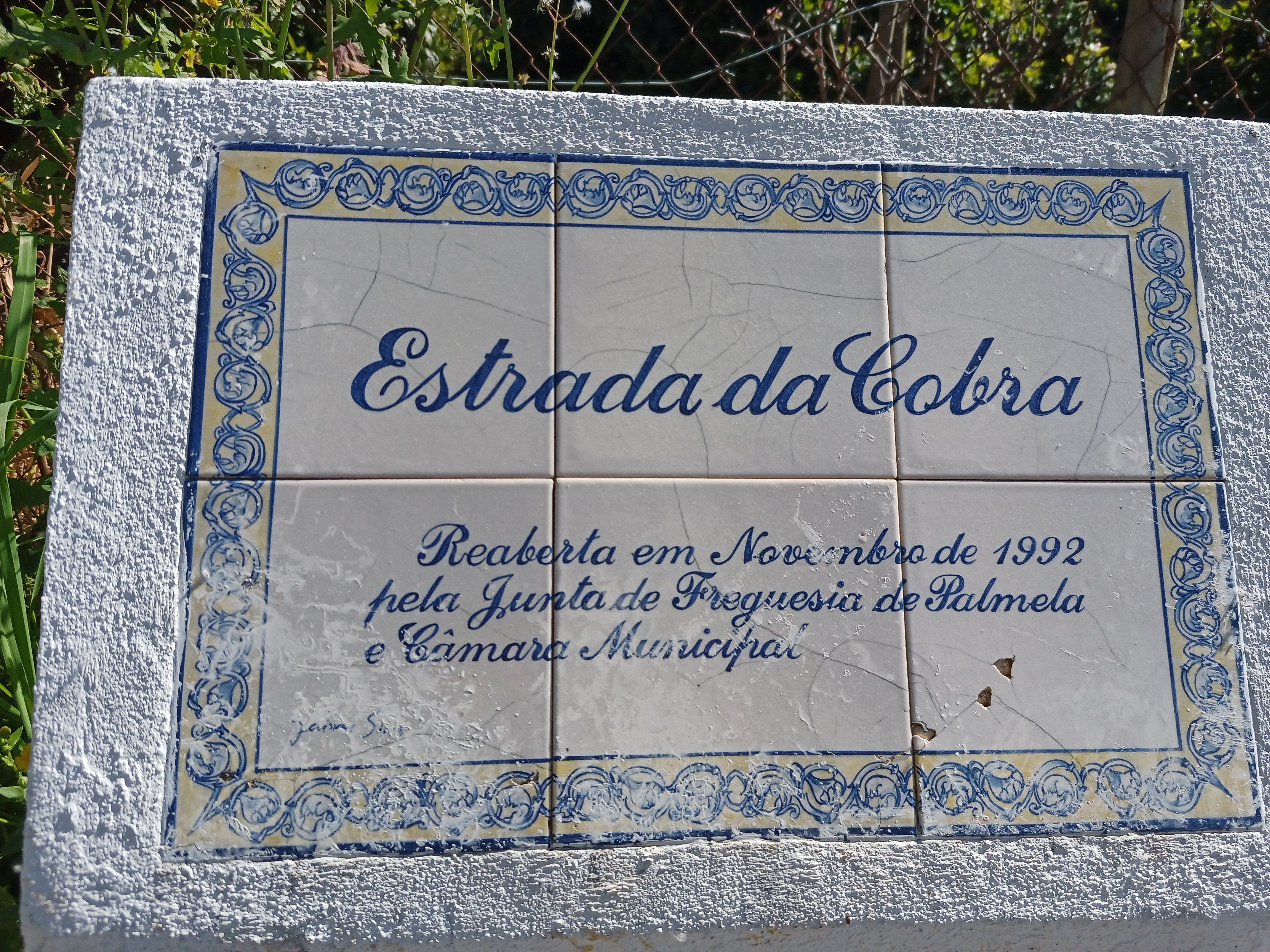
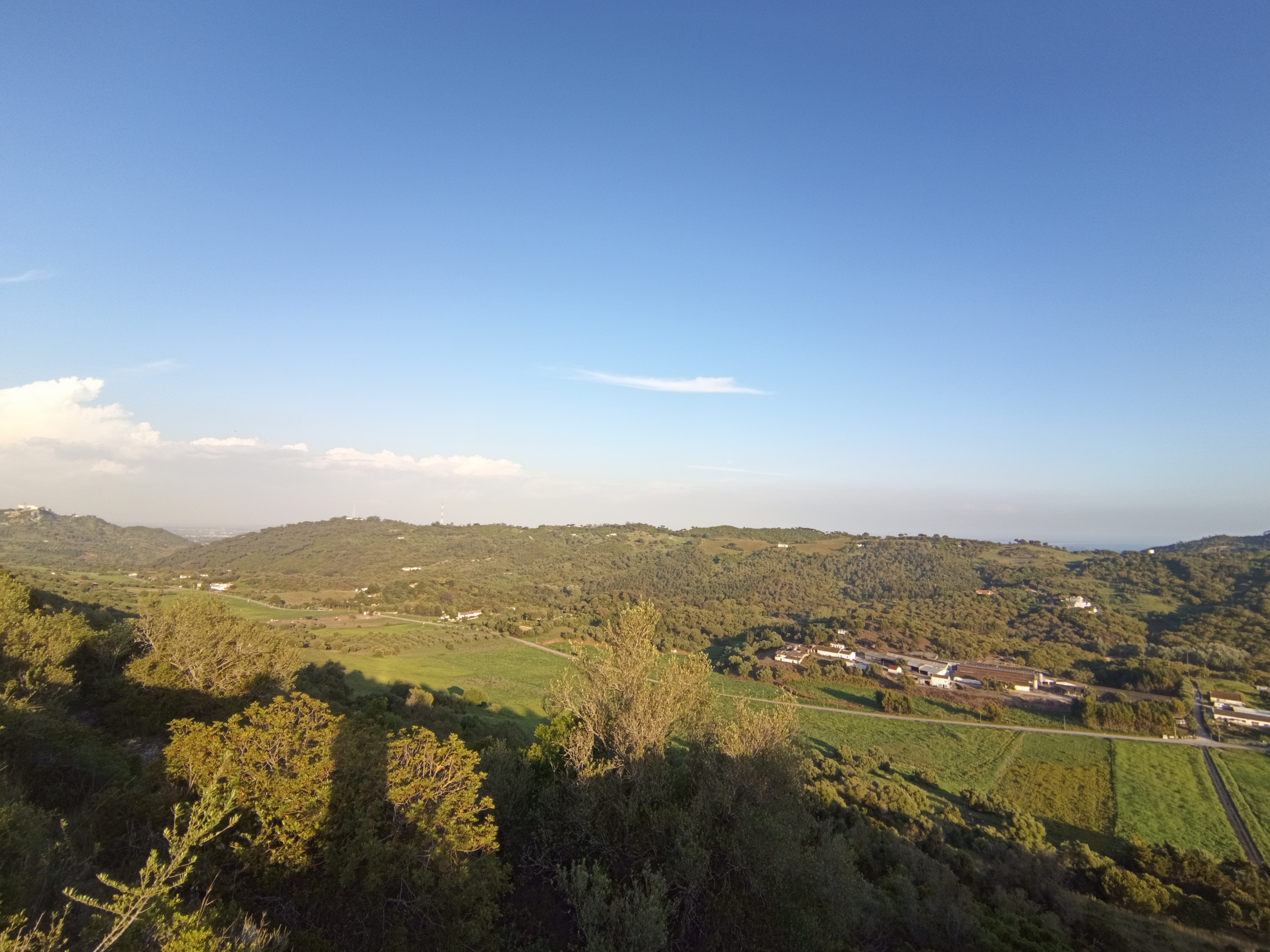